# Veniamin Směchov
Veniamin Borisovič Směchov, též přepisováno jako Venjamin Směchov (rusky: Вениами́н Бори́сович Сме́хов; * 10. srpna 1940 Moskva) je sovětský a ruský herec a režisér.
Směchov dlouho pracoval v moskevském divadle Taganka. Ve filmu je nejznámější jeho role Athose v ruské verzi filmu Tři mušketýři (1979) a v jeho pokračováních (1992, 1993). Psal poezii pro děti, skripty, memoáry a humor.
V České republice pracoval opakovaně jako režisér v opeře Národního divadla moravskoslezského (Falstaff, Carmen).